# Lindo Balão Azul
"Lindo Balão Azul" é uma canção que faz parte da trilha sonora do programa da TV Globo Pirlimpimpim, de 1982.
A letra e a música são do cantor brasileiro de música pop e MPB Guilherme Arantes.  
De acordo com entrevista de Arantes ao Jornal do Brasil, a música foi feita a pedido da TV Globo para integrar um especial de comemoração aos 100 anos do escritor Monteiro Lobato. O especial se chamaria Pirlimpimpim - 100 Anos de Monteiro Lobato e a emissora deu a ele como tema a viagem para o espaço das personagens Emília, Pedrinho, Narizinho e Visconde de Sabugosa, do Sítio do Picapau Amarelo.
Segundo o compositor, cada uma das personagens vive no mundo da lua de uma determinada forma: "O Visconde por ser futurista e lunático; a Emília seria o artista, o gênio sonhador e romântico; o Pedrinho, a alma de aventureiro; e Narizinho, a vivacidade e inteligência".
Os vocais da canção foram feitos por diversos artistas, a saber: Aretha, Moraes Moreira, Ricardo Graça Mello, Bebel Gilberto e Baby Consuelo. De acordo com o jornal O Poti, foi a canção que deu popularidade ao disco, após o seu inesperado sucesso, outras canções da lista de faixas do álbum Pirlimpimpim passaram a ser tocadas. O compositor da faixa, Guilherme Arantes, chegou a cantá-la em vários shows de suas turnês brasileiras.
Comercialmente, a música obteve êxito. De acordo com a Escritório Central de Arrecadação e Distribuição (ECAD) ela foi a nona mais tocada nas rádios brasileiras entre abril e maio de 1983, ao todo, foram 740 execuções. O sucesso contribuiu com as ótimas vendas tanto do álbum Pirlimpimpim quanto do single. O primeiro citado vendeu mais de 500 mil cópias até 1984, ao passo que o compacto simples ganhou um disco de ouro por mais de 100 mil cópias vendidas. Ao produtor da música, Guto Graça Melo foi dado um disco de ouro por sua colaboração.

## Lista de faixas
- Créditos adaptados do single de "Lindo Balão Azul".[9]

### Single 7"
Lado A
| N.º | Título             | Compositor(es)    | Duração |  |
| 1.  | "Lindo Balão Azul" | Guilherme Arantes |         |  |

Lado B
| N.º | Título     | Compositor(es)                               | Duração |  |
| 1.  | "Rapunzel" | Geraldo Casé , Waltel Branco , Sylvan Paezzo |         |  |

## Certificações e vendas
| Região | Certificação | Vendas certificadas |
| ------ | ------------ | ------------------- |
| Brasil | Ouro         | 100,000             |

## Lindo Balón Azul
Após o lançamento de seu primeiro álbum, o autointitulado de 1985, o grupo Dominó lançou um álbum com as mesmas canções traduzidas para versões em espanhol. O trabalho também incluiu a música inédita "Lindo Balón Azul", e o projeto recebeu o nome de Dominó En Español, além de utilizar a mesma capa da edição nacional.
A faixa "Lindo Balón Azul", foi lançada em um compacto simples, em 1986.
Em 20 de abril de 1986, o Jornal dos Sports informou que o grupo estava se preparando para viajar para a Espanha com o objetivo de divulgar o disco em espanhol. Após o sucesso, o grupo seguiu para a Venezuela a pedido da emissora TV VEnezuela, na qual eles participaram de vários programas.
De acordo com os jornais Diário de Pernambuco e Jornal dos Sports, a música "Lindo Balón Azul" estava "dominando as paradas ibéricas".

### Lista de faixas
- Créditos adaptados do single de "Manequim".[11]

#### Single 7"
Lado A
| N.º | Título                                | Compositor(es)                                 | Duração |  |
| 1.  | "Lindo Balón Azul (Lindo Balao Azul)" | Guilherme Arantes, versão María Rosario Ovelar |         |  |

Lado B
| N.º | Título     | Compositor(es)       | Duração |  |
| 1.  | "Superhit" | Gonzalo F. Bonavides |         |  |